# Römisches Bad (Wurmlingen)

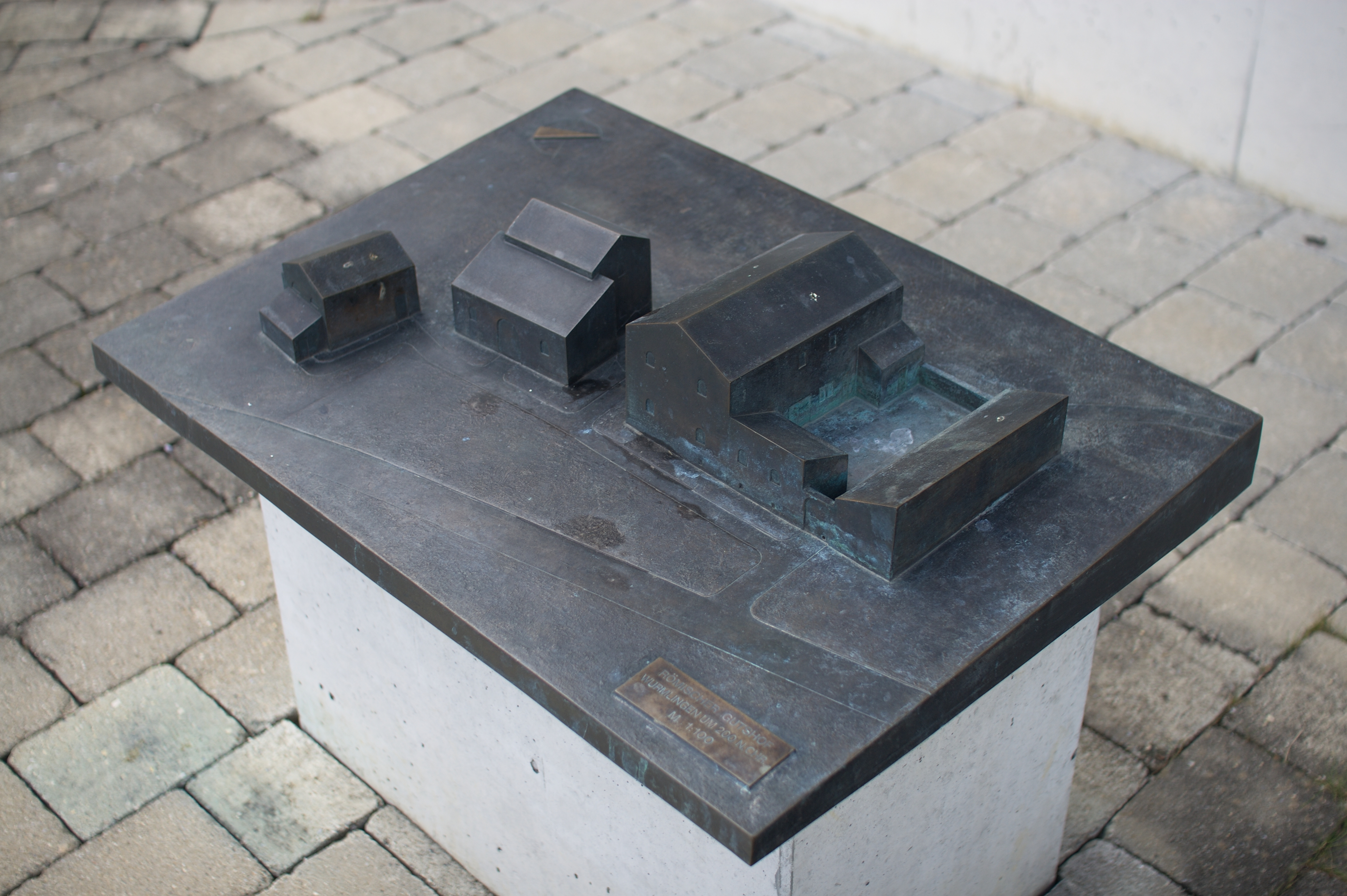
Rekonstruktion des Römischen Bades in Wurmlingen um 200 n. Chr.

Das Römische Bad von Wurmlingen ist der archäologisch und kulturhistorisch herausragende Bestandteil einer Gebäudegruppe, die gemeinhin als Villa rustica gedeutet wird und bei Wurmlingen, einer Gemeinde des Landkreises Tuttlingen in Baden-Württemberg liegt. Es handelt sich bei dieser römischen Therme um eines derjenigen antiken Bauwerke, die völkerwanderungszeitlich durch die Alamannen weiter genutzt wurden.

## Lage
Die Gebäudegruppe befindet sich am südwestlichen Ortsrand von Wurmlingen, im Bereich des heutigen Etterweges.
In antiker Zeit lag das Hofgelände auf dem Gebiet der römischen Provinz Germania superior („Obergermanien“) und gehörte wahrscheinlich zum Verwaltungsbezirk des municipium Arae Flaviae (Rottweil). Das Anwesen befand sich hier etwa drei Kilometer nordwestlich des vermuteten Kastells Tuttlingen und damit in der Nähe zweier bei diesem Kastell aufeinandertreffender römischer Fernstraßen. Bei Tuttlingen stieß die von Argentorate (Straßburg) über Arae Flaviae herbeiführende und den Hof möglicherweise im Abstand von nur wenigen hundert Metern passierende Kinzigtalstraße auf die von Brigobannis (Kastell Hüfingen) über Guntia (Günzburg) bis zum Balkan führende Donausüdstraße.
Die Hofgebäude lagen auf 680 bis 685 Höhenmetern in exponierter Position an einem trockenen Hang in Süd-/Südostlage, nur 200 m von einer Quelle entfernt und unweit des Flusses Elta. Die Quelle dürfte der für die Standortwahl ausschlaggebende Faktor gewesen sein.

## Forschungsgeschichte
Bereits 1879 wurde in einer „Beschreibung des Oberamtes Tuttlingen“ die Vermutung einer römischen Ansiedlung bei Wurmlingen geäußert. 1924 wurde der Fund eines Dupondius des Marc Aurel sowie eines Asses des Trajan in der archäologischen Literatur erwähnt und 1932 fand der Ort Aufnahme in Oscar Parets „Verzeichnis der römischen Siedlungen in Württemberg und Hohenzollern“. Danach entglitt Wurmlingen für einige Jahrzehnte der Aufmerksamkeit der provinzialrömischen Archäologie.
Erst durch eine Luftbildprospektion des Jahres 1989 wurde die Fachwelt wieder auf den Ort aufmerksam. 1990 fand eine erste Geländebegehung statt und nachdem der Gemeinderat 1992 einen Bebauungsplan erstellt hatte, von dem auch das Areal der vermuteten römischen Ansiedlung betroffen war, erfolgten ab 1993 die archäologische Ausgrabungen des Landesdenkmalamts Baden-Württemberg, die letztlich bis 1995 zur Freilegung und Erforschung der vermuteten Villa Rustica, sowie bis 1998 zur Teilkonservierung und Unterschutzstellung des Badegebäudes führen sollten.

## Hofgebäude
Das Anwesen von Wurmlingen besteht aus einer Gebäudegruppe von insgesamt drei Häusern, die in vier Bauphasen, über den Zeitraum zwischen etwa 100 und 260 n. Chr. von den Römern bewohnt und bewirtschaftet wurden und anschließend noch für maximal weitere 100 Jahre unter den Alamannen einer rein wirtschaftlichen Nutzung dienten.
Bei dem größten Gebäude dieser Gruppe handelt es sich um das Wohngebäude oder Herrenhaus, das teilunterkellert war und zumindest zeitweise und partiell über eine Fußbodenheizung, Wasseranschluss und repräsentative Räumlichkeiten verfügte.
Nur gut acht Meter südlich des Hauptgebäudes befand sich ein kleineres Haus, das zunächst als reines Wirtschaftsgebäude, später als Wirtschafts- und Wohngebäude diente.
Das letzte Gebäude schließlich ist das Badehaus, das durch die Singularität der übergangslosen Nutzung von der römischen Zeit zur frühen Völkerwanderungszeit überregionale Bekanntheit erlangt hat. Nirgendwo sonst im südwestdeutschen Raum gibt es einen archäologischen Beleg für die sekundäre Verwendung römischer Bauwerke durch die Alamannen, die normalerweise die ehemaligen römischen Steinbauten mieden und ihre Holzbauten abseits von diesen errichteten.
Ob es sich bei der Gebäudegruppe in römischer Zeit um eine Villa rustica handelte ist beim gegenwärtigen Forschungsstand nicht gänzlich geklärt. Möglicherweise handelte es sich auch um eine Mansio (Herberge) und/oder eine Mutatio (Pferdewechselstation) für die nahe vorbeilaufende römische Fernstraße. Fest steht ausweislich des Fundmaterials jedenfalls, dass diese Straße einen nicht unbedeutenden wirtschaftlichen Faktor für die Ansiedlung darstellte.

## Römisches Bad

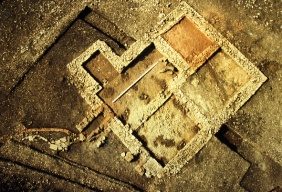
Römisches Badegebäude mit den Pfostenlöchern des alamannischen Baus während der Freilegung (Grabung 1995)

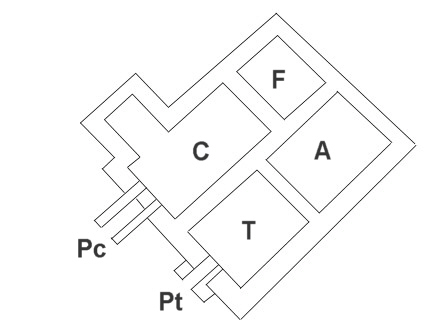
Schematische Skizze des Römischen Badegebäudes

Mit seinen Abmessungen von außen rund 9,20 × 7,70 m, innen 6,65/6,75 m × 7,90/8,00 m, zuzüglich eines rechteckigen Anbaus ist das Badegebäude mit insgesamt rund 78/79 m² überbauter Fläche das kleinste Bauwerk des Anwesens. Es handelt sich um eine Therme des Blocktyps, bei dem alle Einrichtungen, die der römische Badeablauf erforderte, kompakt zusammengeführt wurden.
Der Zugang befand sich auf der nördlichen Seite, wo man zunächst das Apodyterium (Umkleide- und Ruheraum, in der Skizze mit „A“ gekennzeichnet) betrat. Von dort aus gelangte man in den südlich angrenzenden Raum, das Tepidarium (Laubaderaum, in der Skizze „T“). Das Tepidarium wurde über eine Hypokaustanlage auf etwa 25 °C erwärmt. Es diente dem Aufwärmen des Körpers, bevor man im nächsten Schritt das sich westlich anschließende Caldarium (Heißbaderaum, in der Skizze „C“) aufsuchte.
Das Caldarium nahm die größte Fläche des gesamten Thermenkomplexes in Anspruch. Über ein – neben der Feuerungsanlage für das Tepidarium („Pt“ in der Skizze) – zweites, separates Praefurnium (Feuerungsanlage des Caldariums; „Pc“ in der Skizze) wurde es auf etwa 35 °C erwärmt. In der westlich des Hauptraums befindlichen kleinen, rechteckigen Apsis befand sich das Heißwasserbecken, dessen Wassertemperatur rund 40 °C betrug und das ebenfalls vom Praefurnium des Caldariums (Skizze Pc) aus beheizt wurde. Nach Beendigung der Heißbadeprozedur diente der nördlich folgende Raum, das Frigidarium (Kaltbad, in der Skizze mit „F“ gekennzeichnet) dem Badenden zur Abkühlung. Anschließend wurde wieder das Apodyterium aufgesucht, das auch als Ruhe- und Entspannungsraum diente. Wie bei einem heutigen Saunagang konnte dieser Ablauf mehrfach wiederholt werden.
Dem Badebetrieb diente dieses Gebäude lediglich während der ersten drei Bauphasen der Villa rustica, etwa zwischen 100 und 220/240 n. Chr. Bereits nach einer Brandkatastrophe um 220/240 n. Chr. wurde es umgebaut und zu Wohnzwecken genutzt. Diese anderweitige Nutzung ehemaliger Thermen ist an sich nicht unüblich in der späten Zeit der römischen Präsenz in Südwestdeutschland. Bemerkenswert wird die Wurmlinger Therme durch den Umstand, dass sie nach der Vertreibung der Romanen wohl nahezu übergangslos durch die Alamannen weiter genutzt wurde. In die ehemalige Therme wurde nach Umgestaltung des vorhandenen Steinbaus ein hölzernes Gebäude eingebracht, vermutlich ein Speicher.
Noch bis vor Kurzem ging die Forschung davon aus, dass es sich bei dieser Wurmlinger Baukonstruktion um einen singulären Befund handeln würde. Eine derart gezielte sekundäre Nutzung römischer Steingebäude durch die nur Holzbauweise betreibenden Germanen war für die Völkerwanderungszeit im südwestdeutschen Raum bis zu diesem Zeitpunkt nur in Wurmlingen nachgewiesen worden. Inzwischen bezeugen andere archäologische Befunde, beispielsweise die Villa Rustica von Bietigheim, dass die Alamannen mit Vorliebe die ehemals römischen Siedlungsplätze weiter nutzten, deren günstige verkehrsgeographische Lagen sie offenbar zu schätzen wussten.

## Archäologische Befunde und Baugeschichte

### Holzbauphase
Römisch, 100/110 – 160/180 n. Chr.
Da aus dieser Zeit nur gut 5 % aller Befunde stammen, können nur wenige zuverlässige Aussagen über das äußere Erscheinungsbild der Anlage gemacht werden. Hauptgebäude und Wirtschaftsgebäude waren wahrscheinlich als Holz- oder Fachwerkbauten ausgeführt, das Badehaus hingegen wurde schon als Steingebäude aus zweischaligem Kalksteinmauerwerk errichtet, seine Hypokaustanlage bestand aus Ziegelsteinen. Es bedeckte eine Fläche von 78,6 m². Fundmaterial ist aus dieser Phase – im Gegensatz zu den Befunden – reichlich vorhanden. Die Datierung erfolgte mangels Münzfunden ausschließlich über Sigillaten und Fibeln.

### Steinbauphase 1
Römisch, 160/180 – 190/210 n. Chr.
Die archäologische Situation dieser Phase stellt eine Umkehrung der Situation in der Holzbauphase dar: wenigen Funden stehen viele Befunde gegenüber. Die Anlage erfuhr eine grundlegende Veränderung. Das Haupt- und das Wirtschaftsgebäude wurden abgerissen und durch Steinbauten aus zweischaligem Kalksteinmauerwerk ersetzt. Das Badegebäude blieb in seiner alten Form erhalten. Unter dem spärlichen Fundmaterial befindet sich ein Dupondius des Antoninus Pius.

### Steinbauphase 2
Römisch, 190/210 – 220/240 n. Chr.
Die zweite Steinbauphase kann als Blütezeit des Anwesens betrachtet werden, das nach umfangreichen Erweiterungen zu Beginn dieser Phase seinen größten Ausbauzustand erreichte. Zwei Räume des Hauptgebäudes wurden mit einer Hypokaustanlage ausgestattet, ferner erhielt das Hauptgebäude eine separate Frischwasserzuleitung. Die Grundfläche des Wirtschaftsgebäudes wurde fast verdoppelt. Qualitativ hochwertige Kleinfunde sprechen für einen gewissen Wohlstand der Bewohner. Darunter befindet sich ein As des Septimius Severus für Geta sowie des bronzenen Adlerkopfaufsatz eines Reisewagens.
Das Badegebäude hingegen erfuhr in dieser Zeit kaum Veränderungen. Lediglich die rechteckige Apsis des Caldariums wurde geringfügig verkleinert. Zudem ersetzte man die Ziegelsteinsäulen der Hypokaustanlage durch Sandsteinsäulen.
Diese Blütezeit des Wurmlinger Hofes endete jäh in einer Brandkatastrophe, bei der das Hauptgebäude des Anwesens völlig zerstört wurde.

### Steinbauphase 3
Römisch, 220/240 – 250/260 n. Chr.
Auf den Brand des Hauptgebäudes folgte kein anschließender Wiederaufbau. Das ehemalige Wirtschaftsgebäude wurde nunmehr auch zu Wohnzwecken genutzt. Daneben entstand hier eine Werkstatt zur Metallbearbeitung. Den Keller der Wohnhausruine verfüllte man zunächst zur Hälfte mit Bauschutt. In die verbliebene Hälfte wurde eine einfache Heizungsanlage eingebaut, die dem Betrieb einer Darre diente. Im Innenhof entstand ein kleiner Backofen.
Der Badebetrieb der Therme wurde vermutlich eingestellt. Die Wasserzuleitungen sowie die Wand- und Bodenverkleidungen des Kaltwasserbeckens wurden demontiert, die Abflüsse verschlossen. Wahrscheinlich wurde das Badegebäude in der letzten Phase der römischen Nutzung als Wohnraum genutzt.
Aus dieser Zeit stammen mit insgesamt sechs Münzen relativ viele Münzfunde. Weitere Funde sprechen dafür, dass trotz des nicht in Angriff genommenen Wiederaufbaus und der als provisorisch anmutenden Umbaumaßnahmen nicht von einem nennenswerten Rückgang des Wohlstandes der Bewohner ausgegangen werden kann.

### Frühvölkerwanderungszeitliche Phase
Alamannisch, 260/270 – um 350 n. Chr.
Das Ende der römischen und der Beginn der alamannischen Besiedlung des Hofgeländes lässt sich nur relativ eingrenzen. Der Fund eines „Rheinisches Spruchbechers“, der in dieser Form zwischen 260 und 265 angefertigt worden sein muss, sowie eines Antoninians, der in der ersten Hälfte des Jahres 261 geprägt wurde, weisen beide als Terminus post quem auf ein Ende der römischen Präsenz nach diesem Zeitraum hin. Hinzu kommt der Fund zweier germanischer Armbrustfibeln, die in dieser Form erst ab 260 gebräuchlich waren und somit in dieselbe Richtung weisen.

Badegebäude mit den Spuren der alamannischen Pfostensetzungen

Die Wohngebäude der alamannischen Neuankömmlinge lagen nicht im direkten Bereich der römischen Siedlung, sondern vermutlich ein wenig oberhalb, näher an der Quelle. Die ehemals römischen Bauten wurden aber von den Alamannen wirtschaftlich genutzt. In die Ruine des ehemaligen Wohnhauses bauten sie einen Ofen zur Verhüttung von Alt- und Roheisen ein. Weitere Befunde lassen auch Textilproduktion in diesem Bereich möglich erscheinen.
Das ehemalige Wirtschaftsgebäude scheint von den Alamannen nicht weiter genutzt worden zu sein, hingegen fanden grundlegende Veränderungen des früheren Badegebäudes statt. Die Hypokaustanlage des Caldariums und des Tepidariums sowie die Trennmauer zwischen diesen beiden Räumen wurden herausgebrochen, das Laufniveau durch Entfernen des römischen Estrichbodens abgesenkt. Auf der so gewonnenen, innerhalb der stehen gebliebenen Außenmauern befindlichen neuen Fläche von 6,3 m mal 3,6 m (= 22,68 m²) wurde ein zweischiffiger, hölzerner Bau errichtet, der anhand von insgesamt 19 Pfostensetzungen nachgewiesen werden konnte. Dieses Bauwerk diente in der Folgezeit vermutlich als Speicher zur Lagerung von Agrarprodukten.
Das Ende der alamannischen Besiedlung ist beim derzeitigen Forschungsstand nicht präzise fassbar. Die Münzreihe aus den eindeutig zuzuordnenden Befunden ist recht weit gestreut und lässt die Annahme einer Siedlungskontinuität bis zur Mitte des 4. Jahrhunderts zwar als möglich, nicht aber als zwingend gesichert erscheinen.

## Befundsicherung, Fundverbleib und Denkmalschutz

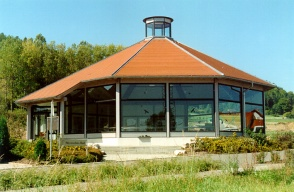
Schutzhaus des Badegebäudes

Nachdem 1995 die Bedeutung der Wurmlinger Befunde deutlich geworden waren, kam die ursprünglich geplante Bebauung des Geländes nicht mehr in Betracht. Die Grundmauern des Badegebäudes wurden konserviert und mit einem Schutzhaus überbaut, das seit Mai 1998 der Öffentlichkeit zugänglich ist.
Eine Besichtigung ist nach vorheriger Anmeldung im Bürgermeisteramt Wurmlingen möglich. Im Schutzhaus werden neben den Befunden in situ auch Grabungsfunde aus dem römischen Anwesen gezeigt, darunter ein Follis des Kaisers Gordian III. und der bronzene Aufsatz eines römischen Reisewagens in Form eines Adlerkopfes. Darüber hinaus wird die römische und alamannische Geschichte der Ansiedlung dargestellt und erläutert. Der überwiegende Teil des Wurmlinger Fundmaterials befindet sich in den Beständen des Landesmuseums Württemberg sowie im Freiburger Colombischlössle.
Das Bodendenkmal „Römisches Bad (Wurmlingen)“ ist geschützt als eingetragenes Kulturdenkmal im Sinne des Denkmalschutzgesetzes des Landes Baden-Württemberg (DSchG). Nachforschungen und gezieltes Sammeln von Funden sind genehmigungspflichtig, Zufallsfunde an die Denkmalbehörden zu melden.

## Trivia

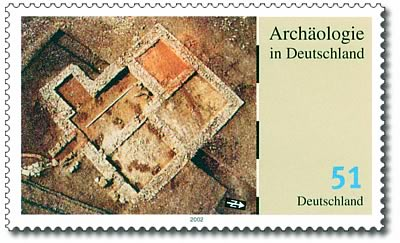
Briefmarke zu 51 Cent
(Deutsche Post, 2002)

Die Deutsche Post AG wurde der Bedeutung des Wurmlinger Befundes dadurch gerecht, dass sie im Jahre 2002 in der Briefmarkenreihe „Archäologie in Deutschland“ auch eine Marke mit dem Foto der Freilegung des Wurmlinger Badegebäudes auflegte.